# Пърнявор (община)
Пърнявор (на сръбски: Општина Прњавор) е община, разположена в Република Сръбска, част от Босна и Херцеговина. Неин административен център е град Пърнявор. Общата площ на общината е 629.96 км2. Населението ѝ през 2013 г. е 38 399 души.